# Cueta elongata
Cueta elongata är en insektsart som beskrevs av Navás 1914. Cueta elongata ingår i släktet Cueta och familjen myrlejonsländor. Inga underarter finns listade i Catalogue of Life.